# نامي
نامي (باليابانية: ナミ) هي إحدى الشخصيات الرئيسية في مسلسل الأنمي والمانغا ون بيس من تأليف إييتشيرو أودا. تُعتبر ملاحة الطاقم، وتستخدم عصا الطقس في القتال. حلمها هو رسم خريطة للعالم. رغم أنها قد لا تبدو قوية، إلا أنها تتمتع بذكاء حاد، وهي محبة للمال والكنوز، وتستخدم أنوثتها وجمالها الفاتن لخداع الرجال لتحقيق أهدافها. عانت من أيام وسنوات قاسية وصعبة بعد استيلاء أرلونغ على قريتها وقتل مربيتها بلمير، التي كانت تعتبرها كأمٍ لها.

## شخصيتها
نامي هي ملاحة طاقم قبعة القش في أنمي ومانغا "ون بيس". وجدت رضيعة خلال حرب كانت تخوضها مربيتها بلمير، التي ضحت بعملها في البحرية لتربي نامي وأختها نوجيكو. تعلمت نامي الملاحة في عمر الثامنة، وهدفها منذ صغرها هو رسم خريطة للعالم بفضل مهارتها في رسم الخرائط.
تتميز نامي بشخصيتها المرحة واللطيفة، لكنها أيضًا مشاكسة في بعض الأحيان. هي فتاة طيبة القلب، تحمل في داخلها مشاعر عميقة، رغم تصرفاتها الطفولية. تهتم بالمال والكنوز لأسباب شخصية، في البداية بدت كأنها تسعى لجمع المال لنفسها، لكن سرعان ما تبين أنها ترغب في استخدامه لمساعدة سكان قريتها.
عانت نامي كثيرًا بسبب قراصنة أرلونغ الأشرار، الذين سرقوا حقوق أهل قريتها وقتلوا المرأة التي ربتها. لهذا السبب، كانت ترفض الانضمام إلى طاقم قبعة القش في البداية، لكنها أدركت لاحقًا أن ليس كل القراصنة أشرار، مما جعلها تقرر مرافقتهم.
تمتلك نامي سرعة فائقة ومهارة عالية في استخدام العصي، بالإضافة إلى خبرة واسعة في السرقة والاحتيال. تفضل عدم إظهار مشاعرها، مما يجعلها تبدو غامضة في بعض الأحيان. ورغم الصعوبات التي واجهتها، أثبتت قوتها وجدارته، مما يجعلها واحدة من الشخصيات النادرة والمميزة في السلسلة.

## مظهرها
تتميز الشخصية بشعر قصير برتقالي لامع قبل السنتين، مع بشرة بيضاء مشربة بالحمرة وأثر لدغة حشرة فوق السرة. وقد طال شعرها بعد السنتين.
لا يمكن تحديد لباس معين لها بسبب عشقها للملابس، فهي تحب ارتداء جميع الأنواع، من الفساتين إلى البناطيل والقمصان والبيجامات. يتضح أنها تفضل الملابس القطنية المريحة، وغالبًا ما تكشف عن بطنها.
لكن بعد السنتين، ظهرت بملابس مختلفة عن المعتاد، حيث كانت ترتدي صدرية خضراء وبنطال جينز أزرق أسفل مستوى السرة.

## روابط خارجية
- نامي على موقع ميوزك برينز (الإنجليزية)